# Eric Otogo-Castane
Eric Arnaud Otogo-Castane (13 april 1976) is een Gabonees voetbalscheidsrechter. Hij is sinds 2011 aangesloten bij de wereldvoetbalbond FIFA. Ook leidt hij wedstrijden in de Gabonese nationale competitie en is hij een scheidsrechter bij de Afrikaanse voetbalbond.
Otogo-Castane werd in 2011 benoemd als een van de voetbalscheidsrechters uit Gabon die gerechtigd waren internationale voetbalwedstrijden te leiden. Op 16 juli deed hij dat voor het eerst in de CAF Confederation Cup: een groepswedstrijd tussen Kaduna United uit Nigeria en Inter Luanda uit Angola (1–1, twee gele kaarten). Ook in de daaropvolgende edities van de Confederations Cup (2012, 2013, 2014, 2015) werd hij door de Afrikaanse voetbalconfederatie aangesteld voor diverse wedstrijden. In 2013 leidde Otogo-Castane de heenwedstrijd van de finale tussen CS Sfaxien en TP Mazembe (2–0); ook een jaar later werd hij aangesteld voor de eerste wedstrijd van de finale van de Confederations Cup. In dat duel kende Otogo-Castane Séwé Sports een strafschop toe, waardoor de club uit Ivoorkust uiteindelijk zijn thuiswedstrijd won van Al-Ahly met 2–1; in de tweede wedstrijd, een week later, maakte Al-Ahly in de zesde minuut van de blessuretijd het winnende doelpunt onder toezicht van arbiter Rajindraparsad Seechurn. Naast de Confederations Cup was Otogo-Castane sinds 2012 jaarlijks actief in het andere bekertoernooi van Afrika, de CAF Champions League, met de halve finale in oktober 2013 als hoogtepunt.
Op 9 oktober 2011 leidde Otogo-Castane voor het eerst een interland, een wedstrijd in het kwalificatietoernooi voor het Afrikaans kampioenschap voetbal 2012 tussen Ivoorkust en Burundi. Het Ivoriaans elftal won met 2–1 door doelpunten van de broers Kolo Touré en Yaya Touré; Otogo-Castane deelde één gele kaart uit. De WK-kwalificatiewedstrijd op 11 november 2011 tussen Equatoriaal-Guinea en Madagaskar (2–0, vier gele kaarten) was de eerste interland die Otogo-Castane onder directe auspiciën van de wereldvoetbalbond FIFA leidde. In het WK-kwalificatietoernooi van Afrika leidde hij tussen 2011 en 2013 in totaal zes wedstrijden, waarin hij 22 kaarten uitdeelde en twee strafschoppen toekende. Het Afrikaans kampioenschap voetbal 2012 in vaderland Gabon en Equatoriaal-Guinea was het eerste interlandtoernooi waarop Otogo-Castane actief was. Op 24 januari was hij vierde official bij de eerste groepswedstrijd van groep D tussen Mali en Guinee (1–0), ter ondersteuning van de Tunesische hoofdscheidsrechter Slim Jedidi. Op 30 januari was hij zelf de arbiter in het groepsduel tussen Soedan en Burkina Faso. Het Afrikaans kampioenschap een jaar later was drukker voor Otogo-Castane: op 24 januari leidde hij de openingswedstrijd in groep C tussen het Zambiaans en Ethiopisch voetbalelftal (1–1), waarin hij zesmaal een gele kaart uitdeelde. Daarnaast stuurde hij de Ethiopische doelman Jemal Tassew na een halfuur van het veld, nadat hij eerder Ethiopië een strafschop had toegekend, die Saladin Said vervolgens miste. Op 9 februari leidde Otogo-Castane zijn derde wedstrijd van het toernooi, de troostfinale, die door Mali werd gewonnen. In januari 2015 werd hij voor de derde keer opgenomen in het team van arbiters voor het Afrikaans kampioenschap voetbal. De groepswedstrijd tussen Tunesië en Kaapverdië stond onder zijn leiding; enkele minuten na het openingsdoelpunt van de Tunesiër Mohamed Manser kende Otogo-Castane de Kaapverdiërs een strafschop toe, die Héldon Ramos benutte en zo de eindstand op 1–1 bepaalde. De Tunesische voetbalbond diende later een klacht in bij de CAF uit onvrede over de strafschop. De CAF stelde hem desondanks aan voor de halve finale tussen het gastland, Equatoriaal-Guinea, en Ghana. Ghanezen vreesden dat Otogo-Castane aan de zijde van het Equatoriaal-Guinees elftal zou staan – Gabon en Equatoriaal-Guinea zijn buurlanden en in de kwartfinale zou het gastland ook zijn bevoordeeld door arbiter Seechurn, die na afloop werd geschorst. Ghana won echter met 3–0; in de 42ste minuut werd de score geopend door Jordan Ayew, die een door Otogo-Castane toegekende strafschop benutte.
In maart 2015 selecteerde de FIFA Eric Otogo-Castane als een van de 21 scheidsrechters voor het wereldkampioenschap voetbal onder 20 in 2015, dat werd gehouden in Nieuw-Zeeland. Twee andere arbiters uit Afrika waren ook actief op het toernooi, Gehad Grisha uit Egypte en Bernard Camille van de Seychellen. Twee groepswedstrijden stonden onder zijn leiding.

## Interlands
| Datum             | Wedstrijd                        | Uitslag | Competitie              | Kreeg geel | Kreeg voor de tweede keer geel en dus rood | Weggestuurd |
| ----------------- | -------------------------------- | ------- | ----------------------- | ---------- | ------------------------------------------ | ----------- |
| 9 oktober 2011    | Ivoorkust – Burundi              | 2 – 1   | Kwalificatie AK 2012    | 1          | 0                                          | 0           |
| 11 november 2011  | Equatoriaal-Guinea – Madagaskar  | 2 – 0   | Kwalificatie WK 2014    | 4          | 0                                          | 0           |
| 6 januari 2012    | Equatoriaal-Guinea – Zuid-Afrika | 0 – 0   | Vriendschappelijk       | 1          | 1                                          | 0           |
| 30 januari 2012   | Soedan – Burkina Faso            | 2 – 1   | Afrikaans kampioenschap | 2          | 0                                          | 0           |
| 29 februari 2012  | Liberia – Namibië                | 1 – 0   | Kwalificatie AK 2013    | 2          | 0                                          | 0           |
| 2 juni 2012       | Kenia – Malawi                   | 0 – 0   | Kwalificatie WK 2014    | 2          | 0                                          | 0           |
| 17 juni 2012      | Zimbabwe – Burundi               | 1 – 0   | Kwalificatie AK 2013    | 1          | 0                                          | 1           |
| 8 september 2012  | Kaapverdië – Kameroen            | 2 – 0   | Kwalificatie AK 2013    | 6          | 0                                          | 0           |
| 21 januari 2013   | Zambia – Ethiopië                | 1 – 1   | Afrikaans kampioenschap | 7          | 0                                          | 1           |
| 30 januari 2013   | Algerije – Ivoorkust             | 2 – 2   | Afrikaans kampioenschap | 2          | 0                                          | 0           |
| 9 februari 2013   | Mali – Ghana                     | 3 – 1   | Afrikaans kampioenschap | 4          | 0                                          | 0           |
| 23 maart 2013     | Ivoorkust – Gambia               | 3 – 0   | Kwalificatie WK 2014    | 4          | 0                                          | 0           |
| 8 juni 2013       | Sierra Leone – Tunesië           | 2 – 2   | Kwalificatie WK 2014    | 5          | 0                                          | 0           |
| 15 juni 2013      | Zambia – Soedan                  | 1 – 1   | Kwalificatie WK 2014    | 2          | 0                                          | 0           |
| 10 september 2013 | Algerije – Mali                  | 1 – 0   | Kwalificatie WK 2014    | 5          | 0                                          | 0           |
| 1 juni 2014       | Botswana – Burundi               | 1 – 0   | Kwalificatie AK 2015    | 2          | 0                                          | 0           |
| 6 september 2014  | Congo-Kinshasa – Kameroen        | 0 – 2   | Kwalificatie AK 2015    | 3          | 0                                          | 0           |
| 10 oktober 2014   | Senegal – Tunesië                | 0 – 0   | Kwalificatie AK 2015    | 4          | 0                                          | 0           |
| 15 november 2014  | Mozambique – Zambia              | 0 – 1   | Kwalificatie AK 2015    | 2          | 0                                          | 0           |
| 18 januari 2015   | Tunesië – Kaapverdië             | 1 – 1   | Afrikaans kampioenschap | 1          | 0                                          | 0           |
| 28 januari 2015   | Kameroen – Ivoorkust             | 0 – 1   | Afrikaans kampioenschap | 3          | 0                                          | 0           |
| 5 februari 2015   | Ghana – Equatoriaal-Guinea       | 3 – 0   | Afrikaans kampioenschap | 7          | 0                                          | 0           |
| 6 september 2015  | Benin – Mali                     | 1 – 1   | Kwalificatie AK 2017    | 2          | 0                                          | 0           |
| 8 september 2015  | Zuid-Afrika – Senegal            | 1 – 0   | Vriendschappelijk       | 4          | 0                                          | 0           |
| 13 november 2015  | Mauritanië – Tunesië             | 1 – 2   | Kwalificatie WK 2018    | 2          | 0                                          | 0           |
| 23 maart 2016     | Zambia – Congo-Brazzaville       | 1 – 1   | Vriendschappelijk       | 0          | 0                                          | 0           |
| 13 november 2016  | Egypte – Ghana                   | 2 – 0   | Kwalificatie WK 2018    | 2          | 0                                          | 0           |
| 16 januari 2017   | Ivoorkust – Togo                 | 0 – 0   | Afrikaans kampioenschap | 0          | 0                                          | 0           |